# Triomphe de France
'Triomphe de France' est un cultivar de rosier hybride remontant obtenu en 1875 par le rosiériste rouennais Armand Garçon. Cette variété est devenue rare aujourd'hui.

## Description
Son buisson compact et érigé donne de grandes fleurs rose foncé à rouge carmin légèrement parfumées. Elles sont très doubles et très pleines. La floraison est abondante en juin puis se répète en fin d'été et en automne de façon moindre.
Cette variété peut être admirée à la roseraie des roses de Normandie. Sa zone de rusticité est de 6b à 9b.